# Contea di Union (Pennsylvania)
La contea di Union (in inglese Union County) è una contea dello Stato della Pennsylvania, negli Stati Uniti. La popolazione al censimento del 2000 era di 41 624 abitanti. Il capoluogo di contea è Lewisburg.

## Geografia
La contea si trova nel centro-est dello Stato. Il territorio montuoso a creste e valli comprende le montagne Buffalo, Paddy e Nittany ed è drenato dai torrenti Penns, Buffalo e White Deer.

### Contee confinanti
- Contea di Lycoming - nord
- Contea di Northumberland - est
- Contea di Snyder - sud
- Contea di Mifflin - sud-ovest
- Contea di Centre - ovest
- Contea di Clinton - nord-ovest

## Storia
La contea fu creata nel 1813 da parte della contea di Northumberland e fu chiamata così in onore dell'unione federale.

## Centri abitati

### Borough
- Hartleton
- Lewisburg
- Mifflinburg
- New Berlin

### Township
- Buffalo
- East Buffalo
- Gregg
- Hartley
- Kelly
- Lewis
- Limestone
- Union
- West Buffalo
- White Deer

### CDP
- Allenwood
- Laurelton
- Linntown
- New Columbia
- Vicksburg
- West Milton
- Winfield